# Skalka u Prostějova

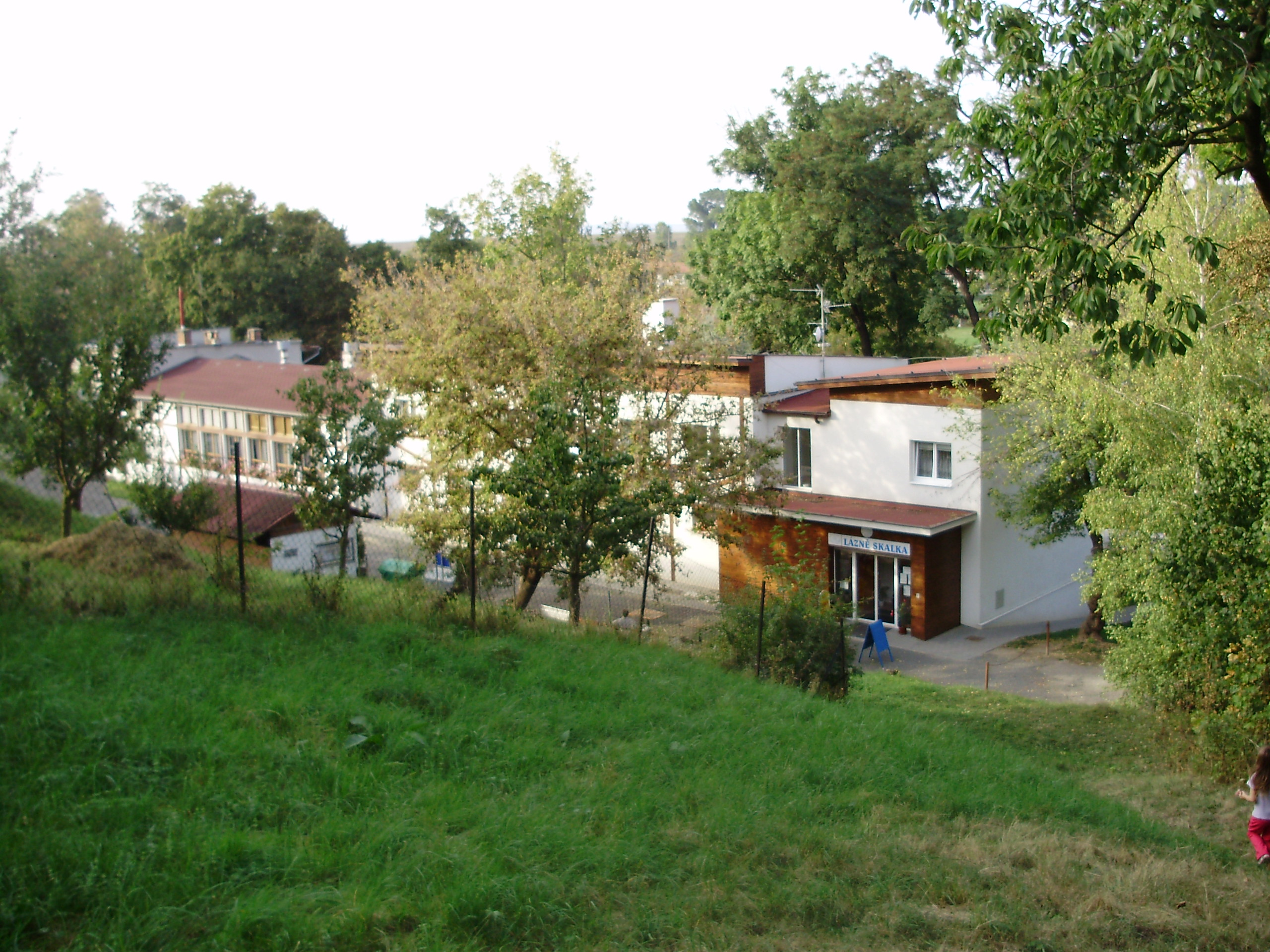
Kurbad

Skalka (deutsch Strerowitz) ist eine Gemeinde in Tschechien. Sie befindet sich acht Kilometer südöstlich von Prostějov und gehört zum Okres Prostějov.

## Geographie
Skalka befindet sich am Rande der Hanna in den östlichsten Ausläufern des Drahaner Berglandes. Das Dorf liegt am nördlichen Fuße des Hügels Na Skalách (273 m) in der Quellmulde des Baches Trávnička. Nördlich erhebt sich der Hügel Svatý Prokop (237 m), auf dem sich die gleichnamige Kapelle befindet. Am östlichen Ortsrand liegt an sechs Heilquellen das Kurbad Lázně Skalka. Im Osten verläuft die Bahnstrecke Nezamyslice–Šternberk, an der  in Čelčice der nächste Bahnhof gelegen ist.
Nachbarorte sind Čehovice im Norden, Čelčice im Nordosten, Klenovice na Hané im Osten, Pivín im Südosten, Vřesovice im Westen sowie Výšovice im Nordwesten.

## Geschichte
Die erste Erwähnung über Skalička und den Vladiken Bohudar von Rakodavy stammt aus dem Jahre 1360. Seit 1550 ist die Existenz des Dorfes urkundlich nachweisbar. Zu den Besitzern von Skalička gehörten die Adelsgeschlechter von Otaslavice, Pernstein und Falkenhayn. In der zweiten Hälfte des 16. Jahrhunderts erwarb Matyáš Žalkovský von Žalkovice den Ort. Während seiner Herrschaft entstanden mehrere Volkslieder über den Ort.
Im Laufe der Zeit änderte sich der Name des Ortes in Hvězdov und schließlich in Strerovice.
Nach der Aufhebung der Patrimonialherrschaften wurde Strerovice 1848 zum Ortsteil der Gemeinde Pivín im Bezirk Kremsier. 1877 entstand die Gemeinde Strerovice, die zur Bezirkshauptmannschaft Přerov und dem politischen Bezirk Kojetín, später auch zum Bezirk Přerov gehörte. Im Jahre 1900 bestand Strerovice aus 75 Häusern und hatte 277 Einwohner. 1921 erhielt das Dorf den Namen Skalka. 
Nachdem auf dem Gelände des früheren Teiches Bařisko zwei Mineralquellen entdeckt worden waren, eröffnete 1928 der Proßnitzer Arzt Wilhelm Sonnewend ein schwefelalkalisches Heilbad. Zehn Jahre später ließ Dr. Schnabel nach weiteren Quellen suchen und legte dabei einen artesischen Mineralbrunnen an. Später wurden noch weitere Quellen aufgefunden, von denen jede eine andere Wasserbeschaffenheit aufweist.
Zwischen 1950 und 1960 war Skalka Teil des Okres Kojetín und kam nach dessen Auflösung zum Okres Prostějov. Gepfarrt ist Skalka schon immer nach Pivín. Nachdem nach dem Zweiten Weltkrieg kaum etwas in das Bad investiert worden war, erfolgte im Jahre 2004 für 14 Millionen Kronen die Sanierung der Badeanlagen und auch der Kurpark wurde wiederhergestellt. Im Bad werden rheumatische und andere Gelenkerkrankungen behandelt. Die Zusammensetzung des Heilwassers von Skalka ist in Tschechien einmalig und am ehesten noch mit den Brunnen in Slatinice und Velké Losiny vergleichbar.

## Ortsgliederung
Für die Gemeinde Skalka sind keine Ortsteile ausgewiesen. 

## Sehenswürdigkeiten
- Kapelle Johannes des Täufers in Skalka, errichtet 1828
- Kapelle des Hl. Prokop auf dem gleichnamigen Hügel
- Kurbad Lázně Skalka mit Kurpark

## Persönlichkeiten
- Mojmír Chytil (* 1999), Fußballspieler